# Marco Emílio Lépido (cônsul em 78 a.C.)
Marco Emílio Lépido (m. 76 a.C.; em latim: Marcus Aemilius Lepidus) foi um político da família dos Lépidos da gente Emília da República Romana eleito cônsul em 78 a.C. com Quinto Lutácio Cátulo. Era neto de Marco Emílio Lépido, pontífice máximo e cônsul em 187 a.C., pai do triúnviro Marco Emílio Lépido, cônsul em 46 e 42 a.C., e pai adotivo de Lúcio Emílio Lépido Paulo, cônsul em 50 a.C., e Lúcio Cornélio Cipião Paulano. Inicialmente foi partidário da facção dos populares de Caio Mário e depois se aliou a Sula.

## Carreira

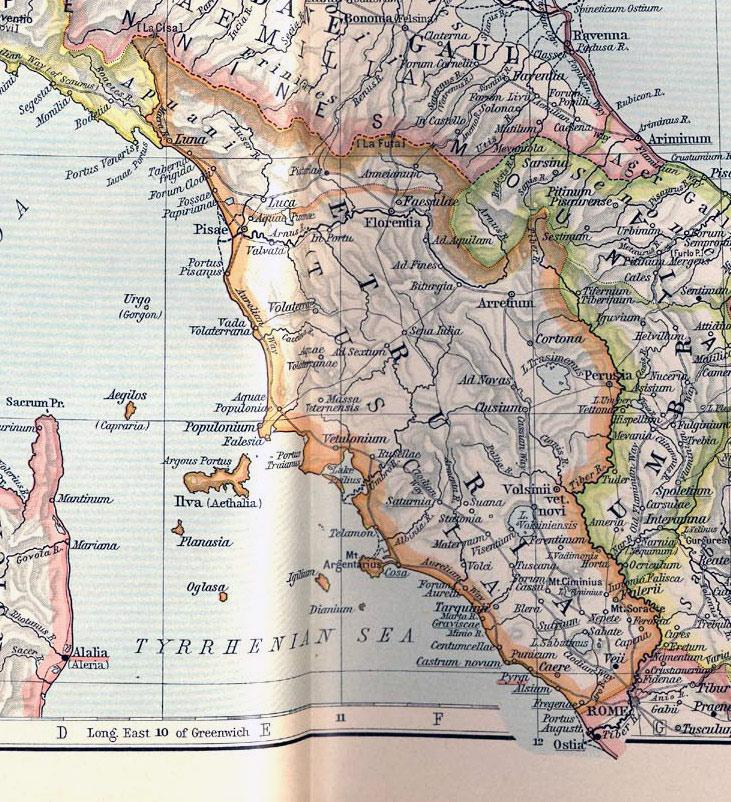
Mapa da Etrúria, onde Emílio iniciou sua revolta e de onde foi expulso por Cátulo e por Pompeu.

Começou seu cursus honorum assumindo uma posição de pretor na Sicília (81 a.C.) e destacou-se por sua rapinagem, inferior apenas a de Caio Licínio Verres. Na guerra entre Mário e Sula, aliou-se ao ditador. Mais tarde, tentou assumir o comando da facção dos populares, uma pretensão baseada em seu casamento com Apuleia, a filha do famoso tribuno da plebe Lúcio Apuleio Saturnino. Em 79 a.C. apresentou-se como candidato ao consulado do ano seguinte com o apoio de Pompeu, opondo-se ao candidato de Sula. Este, que já havia renunciado à ditadura justamente por acreditar que a situação política estava pacificada, não se opôs à candidatura em si. Conseguiu ser eleito com mais votos que o candidato optimate, Quinto Lutácio Cátulo, e Sula se limitou a advertir a Pompeu que lhe convinha fortalecer demais que poderia ser, no futuro, um rival.

## Consulado (78 a.C.)
Durante seu mandato, aprovou várias resoluções que o colocaram mais firmemente no campo político dos populares. Sula morreu na primeira parte de seu mandato, o que abriu espaço para que Lépido tentasse repelir as leis aristocráticas aprovadas por Sula. Entretanto, as colônias romanas criadas por Sula garantiram que pouco avançasse, revelando a Lépido a necessidade de novas alianças. Ele tentou buscar a ajuda de Pompeu, que permanecia leal aos optimates, e tentou evitar o funeral de Sula no Campo de Marte, mas fracassou, pois Pompeu não o apoiou.
As leis de Lépido pediam a volta dos exilados, a devolução das propriedades confiscadas dos adversários de Sula, a anulação das leis editadas contra os proscritos e a volta da distribuição de trigo para a população, ou seja, propostas populares. Seu colega, Quinto Lutácio Cátulo, se opôs fortemente a estas medidas e conseguiu o veto de um tribuno, o que agravou a tensão entre os partidos novamente. O Senado obrigou os dois a jurarem que não lutariam entre si e enviou Marco Emílio Lépido para a Gália Cisalpina como governador, que, assim como a Itália, havia sido elevada ao status de província proconsular. Antes de partir, porém, Lépido ofereceu aos exilados a oportunidade de voltar, o que alarmou o Senado.

## Revolta de Lépido
Quando a notícia de sua decisão fora da Itália chegou à Etrúria, uma revolta política irrompeu na região, que havia lutado contra Sula durante a guerra civil por causa dos camponeses que haviam sido expulsos de suas terras para a instalação dos veteranos de Sula. Estes acabaram expulsos e a situação rapidamente se deteriorou numa revolta aberta. Lépido saiu de Roma para chegar à sua província à frente de seu exército e com o dinheiro para o seu governo na Gália. Porém, ele se deteve na Etrúria e ali aumentou seu exército com um alistamento. O Senado em seguida ordenou que ele voltasse a Roma para dirigir as eleições do ano seguinte, mas Lépido, acreditando que o motivo era detê-lo, desobedeceu a ordem e, logo no início do ano seguinte (77 a.C.), acabou sendo declarado inimigo público por um senatus consultum ultimum.
Sem esperar as forças de Marco Júnio Bruto, procônsul da Gália Cisalpina, que havia se declarado em seu favor, Lépido marchou contra Roma, exigindo a restituição dos poderes dos tribunos da plebe (retirados por Sula), onde Pompeu e Cátulo o esperavam. No Campo de Marte, atacou as forças de Cátulo e foi derrotado. Lépido fugiu para a costa etrusca, mas acabou derrotado perto de Cosa por Pompeu, que já havia cercado e derrotado Bruto em Mutina (moderna Módena), forçando Lépido a fugir da Itália para buscar refúgio na Sardenha, onde morreu no ano seguinte. Bruto foi morto logo em seguida por um dos homens de Pompeu chamado Gemínio e os seus poucos partidários de Lépido, liderados por Marco Perperna Ventão, seguiram para a Hispânia para se juntarem às forças de Quinto Sertório, o último líder popular ainda em guerra contra Roma.